# Robert Leipertz
Robert Leipertz (* 1. Februar 1993 in Jülich) ist ein deutscher Fußballspieler. Der Offensivspieler des Zweitligisten 1. FC Magdeburg ist seit Februar 2025 an den Ligakonkurrenten SSV Ulm 1846 ausgeliehen.

## Sportlicher Werdegang
Über die Jugendstationen FC Rasensport Tetz, Bedburger BV und Viktoria Arnoldsweiler kam Leipertz 2008 in die Nachwuchsabteilung von Alemannia Aachen. Er spielte zunächst in der U-17 und anschließend für die U-19. Für die A-Jugendmannschaft erzielte er in 24 Spielen 18 Tore. 2012 rückte er in den Profikader auf. Sein Debüt in der 3. Liga bestritt er am achten Spieltag gegen die Stuttgarter Kickers; die Partie verlor Aachen 1:3. Gleichzeitig gehörte er bereits dem Kader der zweiten Mannschaft an, die in der Oberliga Mittelrhein spielte. Dort gab er sein Debüt gegen den FC Hennef 05 und erzielte beim 3:2-Sieg ein Tor. Nach dem Abstieg der Aachener in die Regionalliga West wechselte Leipertz zur zweiten Mannschaft des FC Schalke 04.
Am 15. Dezember 2013 wurde er von Trainer Jens Keller erstmals in den Schalker Profi-Kader berufen und saß beim Spiel gegen den SC Freiburg (2:0) auf der Bank, wurde aber nicht eingewechselt. Zur Saison 2014/15 wechselte er zum Zweitliga-Aufsteiger 1. FC Heidenheim. Zur Saison 2016/17 verpflichtete ihn der Bundesligist FC Ingolstadt 04, bei dem er einen bis zum 30. Juni 2018 gültigen Vertrag erhielt. Leipertz bestritt sechs Bundesligaspiele und stieg mit dem FCI in die zweite Liga ab. Nach zweieinhalb Jahren bei den Schanzern kehrte Leipertz im Januar 2019 zum 1. FC Heidenheim zurück. Im April 2022 wurde bekannt, dass sein Vertrag in Heidenheim nicht verlängert wird.
Zur Saison 2022/23 schloss er sich dem SC Paderborn 07 an. Da sein bis zum 30. Juni 2024 datierter Vertrag nicht verlängert wurde, wurde er vom Zweitligisten 1. FC Magdeburg vor der Saison 2024/25 verpflichtet. Dort blieb er ohne Spieleinsatz in der Wettkampfmannschaft und wurde im Februar 2025 an den im Abstiegskampf befindlichen Liganeuling SSV Ulm 1846 verliehen. Unter „Spatzen“-Trainer Thomas Wörle kam er in den ersten drei Partien nach der Verpflichtung jeweils als Einwechselspieler zum Einsatz. Nach einem Trainerwechsel zu Robert Lechleiter Mitte März rutschte er aus dem Spieltagskader der Schwaben, bei der den vorzeitigen Abstieg besiegelnden 1:6-Auswärtsniederlage beim Hamburger SV am vorletzten Spieltag kehrte er in den Kader zurück und kam als Einwechselspieler für Felix Higl kurz vor Spielschluss zu seinem einzigen Pflichtspieleinsatz unter Lechleiter.